# Knjižnica Pravne fakultete Univerze v Ljubljani
Knjižnica Pravne fakultete Univerze v Ljubljani je visokošolska knjižnica odprtega tipa. Ima obsežno knjižno zbirko, skupaj z dejavnostmi, ki jih izvaja, pa se trudi čimbolje uresničiti svoje poslanstvo.

## Zgodovina knjižnice
Začetki delovanja knjižnice  segajo v leto 1920, ko je bila ustanovljena s strani fakultetnega sveta in na pobudo prof.Gregorja Kreka, ki je bil njen predstojnik vse do smrti leta 1942. Sledili so mu  prof. Rudolf Sajovic, prof. Gorazd Kušej, prof. Bogomir Sajovic. Sedanji predstojnik je prof. Marijan Pavčnik. Uporaba knjižnice je bila sprva omejena le na profesorje, po skoraj več kot desetih letih, pa je svoja vrata odprla tudi za študente in ostalo strokovno javnost. Njen največji problem je bilo vseskozi pomanjkanje prostora, sredstev za nakup gradiva in pomanjkanje ustreznega kadra. Polnopravna članica sistema COBISS je knjižnica s priključitvijo postala leta 1993 in s tem uporabnikom ponudila boljše storitve, ter postala aktivno vključena v slovenski knjižnični informacijski sistem. Do leta 2000 je delovala v prostorih današnjega sedeža Univerze  na Kongresnem trgu. Novembra istega leta pa so jo preselili v novo moderno stavbo Pravne fakultete na Poljanskem nasipu. Selitev v nove prostore ji je prinesla veliko ugodnosti, kar je omogočilo preprostejšo izposojo in krajšo čakalno dobo za gradivo. Prostori so zelo dobro prilagojeni za pravilno hranjenje gradiva, omogočajo kvalitetno izposojo, velika svetla čitalnica je v pomoč več kot sto študentom pri študijskem delu. V njih se je močno povečal letni prirast gradiva in s tem tudi sam obisk.

## Gradivo
Gradivo, izdano po letu 1980 je postavljeno v prostem pristopu in je glede na posamezni oddelek urejeno po abecedi. Starejše se nahaja v skladišču in ga je potrebno naročiti uro pred izposojo. Knjižni fond se deli na oddelke z oznakami PC-civilno pravo, PD-delovno pravo, PEF-ekonomija in sociologija, PFI-filozofja prava, PR-serijske publikacije, PZ-zborniki, Pvbi-bibliografije, PL-zakoni in uradne listine itd. Uporabniki si lahko izposodijo vso knjižno gradivo (knjige, diplomske in magistrske naloge ter doktorske disertacije) razen referenčnega, periodičnega in eletronskega, ki je namenjeno v uporabo le v čitalnici in je posebej označeno. Pod čitalniško gradivo spadajo revije, zakoniki, priročniki, slovarji, enciklopedije, leksikoni, uradni listi in nekateri izvodi učbenikov. Poleg knjižnih virov, zbirka obsega  dostope do različnih domačih in tujih baz podatkov s področja prava in drugih sorodnih znanstvenih področij. Specializirani tuji podatkovni bazi za področje prava sta Westlaw International in HeinOnline. Gre za spletna servisa, ki omogočata dostop do mednarodnih pravnih, poslovnih in drugih virov. Westlaw International vključuje sodno in pravno prakso, mednarodne pogodbene novice, zakonodajo in revije. Dostop do obeh  pa je mogoč le iz omrežja Pravne fakultete, ter z uporabniškim imenom in geslom, ki ju dobijo študentje na izposoji. 